# Eremobates bantai
Espèce
Eremobates bantai est une espèce de solifuges de la famille des Eremobatidae.

## Distribution
Cette espèce est endémique du Colorado aux États-Unis,. Elle se rencontre dans le comté de Fremont.

## Description
Les mâles mesurent de 21,0 à 23,0 mm et les femelles de 21,0 à 29,0 mm.

## Étymologie
Cette espèce est nommée en l'honneur de Benjamin H. Banta.

## Publication originale
- Brookhart, 1965 : Two new solpugids from Colorado and notes on other species (Arachnida: Solpugida). Journal of the New York Entomological Society, vol. 73, no 3, p. 151-155 (texte intégral).